# Parafia św. Kazimierza Królewicza w Radziejowicach
Parafia Świętego Kazimierza Królewicza w Radziejowicach – parafia należąca do dekanatu Mszczonów diecezji łowickiej. Erygowana w 1826. Mieści się przy ulicy Kubickiego. Duszpasterstwo w niej prowadzą księża diecezjalni. Od 2017 roku proboszczem parafii jest ks. Henryk Andrzejewski.
Do parafii należą wierni z miejscowości: Adamów Parcel, Budy Nowe, Budy Stare, Kamionka, Korytów, Krze Nowe, Radziejowice, Słabomierz, Tartak, Zboiska.
Miejscowy kościół parafialny jest zbudowany w stylu  klasycystyczny według projektu Jakuba Kubickiego w latach 1820–1823. Towarzyszy mu klasycystyczna dzwonnica i plebania z 1820 roku.